# استان اسپانیا
استان اسپانیا (به لاتین: Provincia Spaniae) استان ایالت امپراتوری بیزانس از ۵۵۲ تا ۶۲۴ بود که در جنوب شبه جزیره ایبری و جزایر بالئاری قرار داشت. این استان توسط امپراتور ژوستینین اول در تلاش برای بازگرداندن استان‌های غربی امپراتوری تأسیس شد.